# Teo Chee Hean

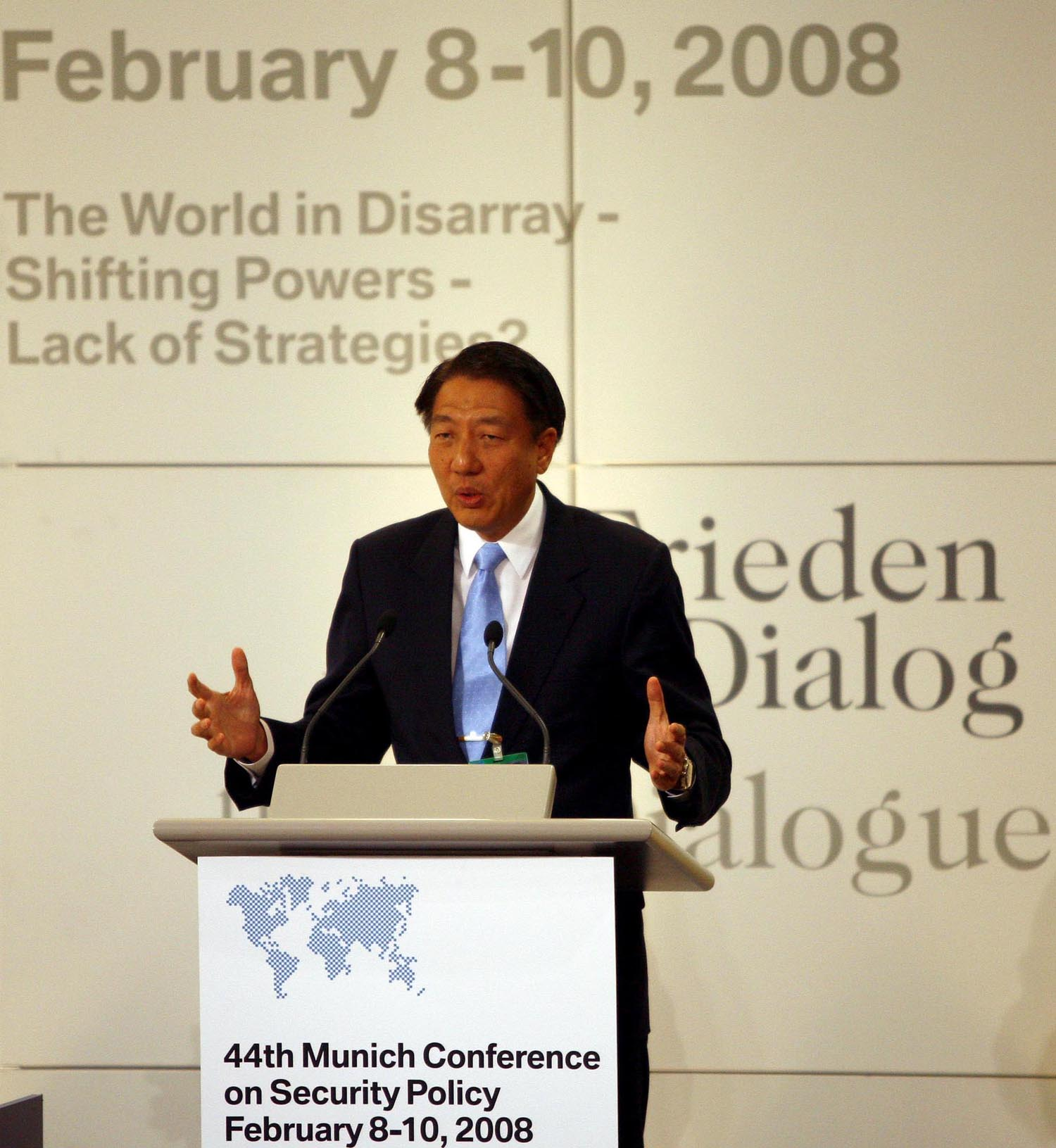
Teo Chee Hean (2008)

Teo Chee Hean (chinesisch 張志賢 / 张志贤, Pinyin Zhāng Zhìxián, Tamil: தியோ சீ ஹியென்; * 27. Dezember 1954) ist ein ehemaliger Konteradmiral der Republic of Singapore Navy sowie Politiker der People’s Action Party (PAP) aus Singapur, der seit 2009 stellvertretender Premierminister und seit 2011 auch Minister für die Koordination der nationalen Sicherheit ist.

## Leben
Teo Chee Hean begann mit Unterstützung eines Stipendiums des Präsidenten von Singapur sowie der Streitkräfte Singapurs 1973 ein Studium der Fächer Elektrotechnik und Management an der University of Manchester, das er 1976 mit einem Bachelor of Science (B.Sc. Electrical Engineering and Management Science) mit höchster Auszeichnung (First Class Honours) beendete. Ein darauf folgendes postgraduales Studium der Informatik am Imperial College London schloss er 1977 mit einem Master of Science (M.Sc. Computing Science) ab. Danach trat er in die Marine (Republic of Singapore Navy) der Streitkräfte Singapurs ein und fand in den folgenden Jahren zahlreiche Verwendung als Offizier und Stabsoffizier. Er absolvierte zudem ein postgraduales Studium im Fach Verwaltungswissenschaft an der Harvard Kennedy School der Harvard University, das er 1986 mit einem Master of Public Administration (M.P.A.) beendete. Zuletzt wurde er 1991 zum Konteradmiral befördert und als Nachfolger von Konteradmiral James Leo Kommandeur der Marine. Er bekleidete diese Funktion bis 1992, woraufhin Konteradmiral Kwek Siew Jin seine Nachfolge antrat.
Nach seinem Ausscheiden aus dem aktiven Militärdienst begann Teo Chee Hean seine politische Laufbahn in der People’s Action Party (SAP) für die er am 6. Januar 1992 im Wahlkreis Marine Parade zum Mitglied des Parlaments gewählt wurde. Er gehört dem Parlament seither an, wobei er in der darauf folgenden neunten Legislaturperiode (26. Mai 1997 bis 17. Oktober 2001) den Wahlkreis Pasir Ris Central sowie seit der zehnten Legislaturperiode am 25. März 2002 den Wahlkreis Pasir Ris West vertritt.
In den Regierungen von Premierminister Goh Chok Tong war er vom 21. Dezember 1992 bis zum 1. Juli 1994 Staatsminister im Kommunikationsministerium sowie zugleich, zwischen dem 21. Dezember 1992 und dem 16. April 1995, Staatsminister im Finanzministerium. Zudem fungierte er zwischen dem 2. Juli 1994 und dem 16. April 1995 als Staatsminister im Verteidigungsminister sowie danach vom 17. April 1995 bis zum 14. Januar 1996 als Senior-Staatsminister im Verteidigungsministerium. Zudem war er zwischen dem 17. April 1995 und dem 14. Januar 1996 zunächst kommissarischer Umweltminister sowie als Nachfolger von Mah Bow Tan vom 15. Januar 1996 bis zu seiner Ablösung durch Lim Swee Say am 24. Januar 1997 Umweltminister. Zugleich fungierte er vom 15. Januar 1996 bis zum 31. Juli 2003 als Zweiter Verteidigungsminister. Er war ferner als Nachfolger von Lee Yock Suan zwischen dem 25. Januar 1997 und dem 31. Juli 2003 auch Bildungsminister, woraufhin Tharman Shanmugaratnam seine Nachfolge antrat. Im Zuge einer weiteren Umbildung der Regierung Goh Chok Tong wurde er am 28. April 2003 mit Wirkung zum 1. August 2003 als Nachfolger von Tony Tan Keng Yam zum Verteidigungsminister ernannt und bekleidete dieses Amt auch in der darauf folgenden Regierung von Premierminister Lee Hsien Loong ab dem 12. August 2004.
Bei einer Umbildung der Regierung von Premierminister Lee Hsien Loong löste Teo am 1. April 2009 Shunmugam Jayakumar als stellvertretender Minister ab und bekleidet dieses Amt seither. Am 18. Mai 2011 kam es zu einer neuerlichen Regierungsumbildung, in der der bisherige Innenminister Kasiviswanathan Shanmugam neuer Außenminister wurde, während Teo Chee Hean das Amt des Innenministers übernahm. Er selbst wiederum wurde als Verteidigungsminister von Ng Eng Hen abgelöst. Am 21. Mai 2011 wurde das neue Kabinett vereidigt. Zugleich löste er am 21. Mai 2011 Wong Kan Seng als Minister für die Koordination der nationalen Sicherheit ab und hat auch dieses Amt seither inne. In dieser Funktion ist er zudem für die Strategische Gruppe, die Nationale Abteilung für Bevölkerung und Talente sowie das Nationale Sekretariat für Klimawandel im Büro des Premierministers zuständig. Im Zuge einer neuerlichen Umbildung der Regierung von Premierminister Lee Hsien Loong wurde er am 30. September 2015 von Kasiviswanathan Shanmugam im Amt des Innenministers abgelöst. Er ist zudem Präsident des Singapore National Olympic Council, des Nationalen Olympischen Komitees (NOK) von Singapur und erhielt 2010 den Olympischen Orden.
Teo Chee Hean ist verheiratet mit Chew Poh Yim sowie Vater eines Sohns und einer Tochter.